# 昆达普尔·瓦曼·卡马特
昆达普尔·瓦曼·卡马特（1947年12月2日—），是一名印度银行家，生於卡纳塔克邦门格洛尔。

## 生平
1971年，卡马特加入印度工业信贷投资银行，为印度大量建设项目提供融资。1988年，到亚洲开发银行工作，曾主持中国、印度、印度尼西亚、菲律宾、孟加拉国、越南的多个项目。
1996年5月1日起，卡马特担任印度工业信贷投资银行独立董事及CEO，直到2009年4月30日从行政职位上退休。卡马特一手将印度工业信贷投资银行办成印度最大的私人银行及印度第二大银行，规模仅次于印度国家银行。此后他任印度工业信贷投资银行非执行总裁。
2011年5月2日，卡马特出任印孚瑟斯非执行总裁。2011年8月21日，卡马特出任印孚瑟斯总裁。印孚瑟斯是印度第二大IT服务公司。
2014年，“金砖国家”领导人决定将新开发银行的总部设在中国上海，初始资本500亿美元，首任行长由印度提名。2015年5月11日，印度财政部长拉吉夫·梅赫里希宣布，印度已任命卡马特为新开发银行首任行长，任命将在他现有职务结束后生效。